# Система (селище)
Система (рос. Система) — селище у Карталинському районі Челябінської області Російської Федерації.
Входить до складу муніципального утворення Анненське сільське поселення. Населення становить 28 осіб (2010).

## Історія
Від 4 листопада 1924 року належить до Карталинського району Челябінської області.
Згідно із законом від 17 вересня 2004 року органом місцевого самоврядування є Анненське сільське поселення.

## Населення
| 2002 | 2010 |
| ---- | ---- |
| 37   | ↘28  |